# Остриков, Тимофей Акимович
Тимофе́й Аки́мович О́стриков (бел. Цімох Якімавіч Вострыкаў), с 1945 года по документам Михаи́л Аки́мович О́стриков (бел. Міхась Якімавіч Вострыкаў; 28 августа 1922 — 13 ноября 2007) — белорусский общественно-политический деятель, представитель Рады БНР. В 1952 году, будучи агентом американской разведки, был заброшен в составе группы из четырёх человек на территорию СССР, арестован и осуждён на 25 лет тюрьмы.

## Биография

### Годы войны
Уроженец деревни Борщёвка Тереховского района Гомельской области (ныне Добруйский район), родом из богатой крестьянской семьи. Отец — Аким Остриков, репрессирован в СССР дважды: в 1939 году осуждён на три года за отказ вступать в колхоз, в 1946 году осуждён по ложному обвинению в сотрудничестве с немецко-фашистскими захватчиками (по некоторым данным, умер в лагерях). Тимофей Остриков окончил в 1940 году двухмесячные преподавательские курсы, до начала войны работал преподавателем в Малоритском районе Брестской области. Брат Илья погиб во время Великой Отечественной войны.
После начала Великой Отечественной Остриков был призван в РККА. Его стрелковый полк попал в окружение под Гжатском, в результате чего Тимофей оказался в плену, пребывая в лагерях в Юхнове и Рославле. К весне 1942 года он сумел сбежать из лагеря и выбраться в родную деревню. Чуть позже он выехал добровольно в Германию, где три месяца работал в Германии на принудительных работах электросварщиком, однако, по собственным словам, симулировал болезнь и получил справку о нетрудоспособности. В дальнейшем Остриков утверждал, что ему выдали документ следующего содержания: он по собственной воле уехал на работу, однако вернулся домой уже больным, благодаря чему его не могли заставить служить в оккупационной полиции и как-либо сотрудничать с немцами. В то же время утверждается, что осенью 1943 года он во время отступления немецких частей остался дома, угодив в руки гитлеровцев, и был направлен в зондеркоманду СС, где использовался на хозяйственных работах и охране лагеря, узниками которого были советские граждане.

### Послевоенные годы
До весны 1945 года Остриков работал на заводе в Германии и на строительстве оборонительных сооружений на Рейне. Вскоре местность, где он находился, была занята американскими войсками. Возвращаться на родину Остриков не решился, опасаясь репрессий за факт попадания в плен и сотрудничество с немцами, вследствие чего сменил в документах имя на Михаил и указал себя как уроженца Западной Белоруссии. После войны Остриков пробыл некоторое время в польском лагере для перемещённых лиц под Магдебургом, а позже в белорусском лагере в деревне Михельсдорф, где собрались белорусские политические эмигранты (в том числе Я. Запрудник, П. Урбан, В. Кипель, Цвирко и другие). В 1946—1948 годах Остриков учился в Михельсдорфской белорусской гимназии имени Янки Купалы, будучи членом организации белорусских скаутов, однако из-за проблем с питанием вынужден был часто голодать в лагере. Занимался выпуском журнала «Наперад» (вышло 12 номеров). В начале 1948 года в числе одиннадцати гимназистов уехал в Великобританию работать на угольные шахты.
Остриков состоял в Объединении белорусов в Великобритании и в Объединении белорусских студентов в эмиграции. В 1950 году с ним встретился представитель Рады БНР и глава Объединения белорусских студентов Борис Рогуля, сотрудничавший с немцами в годы войны. В Англии Тимофей окончил гимназию, овладев четырьмя языками, однако к тому моменту он уже захотел вернуться домой: он рассчитывал выехать во Францию, оттуда попасть в Германию, а затем прибыть в СССР. Однако Рогуля предложил студентам вместе с Остриковым поступить в Лёвенский университет в Бельгии на факультет физвоспитания: Тимофей учился там два года, однако жаждал вернуться в БССР. Ради возвращения он принял предложение Рогули о сотрудничестве с американской разведкой.

### Сотрудничество с ЦРУ
В 1951 году Остриков оказался на американской военной базе Бад-Вёрисхофен под Мюнхеном, а с января 1952 года начал проходить обучение в американской разведшколе в Кауфбейрене, обучаясь прыжкам с парашютом, криптографии и иностранным языкам, а также овладевая навыками агентурной работы вплоть до ведения партизанского боя в лесной местности, диверсионно-подрывной работы и террористических актов. Его включили в состав диверсионной группы, командиром которой был назначен некто «Джим». Вскоре в разведывательную школу прибыл радист «Джо», также вошедший в группу: команду намеревались отправить в СССР в конце весны 1952 года для проведения серии диверсионных мероприятий.
Однако вскоре «Джим» отказался лететь: Рогуля потребовал от Острикова убить «Джима» за предательство, но тот отказался. Вскоре «Джима» отстранили от учёбы под предлогом отправки в Алжир, а вскоре Остриков узнал, что «Джима» уже не было в живых. По собственным словам Тимофея Острикова, преподаватели разведшколы Ник и Виктор заставили его согласиться на продолжение задания под угрозой расправы. В дальнейшем Остриков полагал, что высадка изначально была обречена на провал, поскольку команду не обучали должным образом, и даже подозревал, что американцы хотели отвлечь советскую контрразведку, чтобы белорусская команда прикрыла заброску другого агента американцев, украинца по происхождению.
В ночь с 26 на 27 августа 1952 года группа из четырёх человек, вылетевшая с аэродрома Висбаден, была десантирована с американского военного самолёта на территорию БССР неподалёку от деревни Клетище Ивенецкого района Молодечненской области. В команду вошли Тимофей Остриков («Карл»), агент Геннадий Костюк («Бен»), старший радист Михаил Кальницкий («Джо») и запасной радист Михаил Артюшевский («Фин»): Остриков и Костюк должны были легализоваться на работе, а радисты должны были находиться в подполье. Остриков получил от Рогули мандат «Президента БНР», чтобы тот мог убедить антисоветски настроенных бандитов не стрелять в него, однако перед вылетом разорвал этот документ. В дальнейшем выяснилось, что Костюк служил в 30-й гренадерской дивизии СС (1-й белорусской), имея звание фельдфебеля.

### Раскрытие группировки. Суд и тюрьма
После высадки все четверо передали в центр в Западной Германии свои координаты и разделились на пары. «Карл» отправился в Минск за документами для устройства на работу. Тёща Рогули рекомендовала Острикову своего знакомого, который мог бы ему помочь с устройством на работу, однако тот человек оказался сотрудником МГБ СССР. В итоге 5 сентября 1952 года Остриков был арестован сотрудниками МГБ СССР на минском вокзале: по мнению самого Острикова, его выдал Артюшевский, через которого сотрудники госбезопасности и вышли на диверсантов. Задержаны были также Костюк и Артюшевский, а Кальницкий был убит при попытке оказания вооружённого сопротивления. В ходе следствия у группы были изъяты парашюты, радиостанции, разное снаряжение и оружие, а также сумма в 206 тысяч рублей, 4 тысячи польских злотых и 500 немецких марок.
До 1955 года Остриков находился в минской тюрьме «Володарка». На допросе он признался в своей шпионской деятельности и заявил, что хотел просто вернуться в Гомельскую область домой, а американцы обманом его завербовали в разведку. Используя показания всех арестованных, МГБ СССР завязал оперативную радиоигру с разведцентром ЦРУ в рамках операции «Ракета». Всего от ЦРУ было получено 73 радиограммы и одно зашифрованное письмо, а американцы приняли 65 радиограмм. Редким успехом стал тот факт, что в апреле 1953 года американцы забросили на территорию БССР шпиона Зорина, у которого при задержании изъяли пакет, предназначавшийся группе Острикова. Разведка постоянно вбрасывала американцам дезинформацию от имени провалившихся шпионов, однако ЦРУ даже не предприняло мер по оказанию группе агентов конкретной помощи.
15 ноября 1955 года Остриков и Костюк по решению военного трибунала Белорусского военного округа были признаны виновными в совершении преступления, предусмотренного пунктом «б» статьи 63 (измена Родине с оружием в руках) и приговорены к 25 годам лишения свободы в ИТЛ. Артюшевский в 1956 году был освобождён от уголовной ответственности. Остриков отбывал наказание в Дубравлаге, отсидев 50 раз в штрафном изоляторе: он изготавливал футляры для часов и мебель.

### После освобождения
Тимофей Акимович вышел на свободу, отбыв 22 года и 13 дней в местах лишения свободы: срок ему сократили на три года по возрасту. После освобождения уехал в Гомель и устроился на работу стропальщиком. Через три месяца женился, а вскоре у него родился сын Илья, названый в честь погибшего брата. Будучи ещё в местах лишения свободы, Остриков начал писать работу по истории ВКЛ и отправлял свои материалы в Институт истории Академии наук БССР. На пенсию вышел в 1980-е годы.
В 1983 году он получил странное письмо, в котором к нему обращались по его прежнему агентурному псевдониму: отправитель называл конкретное место встречи и время. Сотрудники КГБ СССР, узнав о письме, привлекли Острикова к очередному оперативному мероприятию под кодовым названием «Возмездие». Тимофею Акимовичу выделили в Москве квартиру и телефон, на который время от времени совершались звонки. В назначенный для встречи момент Остриков отправился вечером в сквер, где прогуливался некий незнакомец с пуделем, передавший Острикову коробку конфет «Холодок» и сказавший, что там находятся инструкции. В этот момент незнакомца задержали: им оказался атташе посольства США Луис Томас. При обыске выяснилось, что в коробке из-под конфет были инструкции ЦРУ, указывавшие на координаты тайника в виде булыжника, содержавшего шпионские материалы. Томаса вскоре объявили персоной нон-грата.
В 1990-е годы Остриков занялся общественно-культурной деятельностью в Гомельской области, выступая с публичными лекциями на исторические темы. 4 июня 1998 года Остриков дал первое интервью газете «Наша Ніва» о своей жизни для Архива новейшей истории. На протяжении семи последних лет жизни за ним ухаживали родственники, а отношения Тимофея Акимовича с сыном Ильёй разладились.
13 ноября 2007 года Остриков умер в Гомеле, оставшись нереабилитированным до самой смерти.